# Скандинавски фолклор
Скандинавският фолклор е фолклорът на Швеция, Норвегия, Дания, Исландия и Фарьорските острови, както и шведскоезичните области на Финландия.
Развива се от митологията на староскандинавските народи.